# Adolf Pohl (Theologe)
Adolf Pohl (* 13. Februar 1927 in Berlin; † 10. Dezember 2018 in Buckow) war ein baptistischer Theologe. Von 1964 bis 1970 war er Direktor des Theologischen Seminars des Bundes Evangelisch-Freikirchlicher Gemeinden in der DDR.

## Leben
Adolf Pohl entstammte einer baptistischen Pastorenfamilie. Sein Vater Paul Pohl, Prediger in der Bethelgemeinde Berlin Gubener Straße, folgte 1929 einem Ruf der Baptistengemeinde Altona in die damals noch selbständige Stadt an der Elbe.
Nach dem Abitur am Hamburger altsprachlichen Gymnasium Johanneum und Privatunterricht in Hebräisch studierte Adolf Pohl von 1945 bis 1947 drei Semester Theologie im provisorischen Vorlesungsbetrieb der Hamburger evangelisch-lutherischen Landeskirche, der späteren Kirchlichen Hochschule Hamburg. Es schloss sich von 1947 bis 1950 ein Theologiestudium am Predigerseminar der deutschen Baptisten an. Der Studienbetrieb wurde wegen der totalen Zerstörung des Hamburger Seminargebäudes im Zweiten Weltkrieg zunächst in Wiedenest aufgenommen und ab 1948 wieder in Hamburg-Horn durchgeführt.
Nach Abschluss des Studiums 1950 folgte Pohl „dem Hilferuf, einen Dienst in der ‚Zone‘ anzutreten, wo gerade ein Jahr zuvor die ‚DDR‘ gegründet worden war“, und wurde Pastor der Evangelisch-Freikirchlichen Gemeinde in Berlin-Lichtenberg. 1957 schied er aus dem Gemeindedienst aus, da ihn die Bundesleitung-Ost zum Schriftleiter von Wort und Werk, der monatlich erscheinenden Gemeindezeitschrift des Bundes in der DDR, berufen hatte. Diese Tätigkeit übte er bis 1960 aus.
Seit der Gründung des Theologischen Seminars 1959 in Buckow (Märkische Schweiz) war Pohl dort Studienleiter, 1964 bis 1970 Direktor und bis 1991 Dozent für Neues Testament und Systematische Theologie. Die große Mehrheit der in Buckow ausgebildeten Pastoren wurde geprägt durch Adolf Pohls Dogmatikunterricht.
Als Mitglied einer Internationalen Kommission war er 1973 an der Erarbeitung der Rechenschaft vom Glauben, eines gemeinsamen Glaubensbekenntnisses der Baptistenbünde in der Bundesrepublik, der DDR, Österreichs und der Schweiz, beteiligt. Pohl war Abgeordneter des DDR-Bundes in der Arbeitsgemeinschaft Christlicher Kirchen in der DDR.
Nach einer Gastdozentur am Theologischen Seminar in Hamburg trat er 1992 in den Ruhestand.
Adolf Pohl ist Autor verschiedener theologischer Bücher, von denen einige auch ins Arabische und ins Portugiesische übersetzt wurden. In der Reihe Wuppertaler Studienbibel hat er Kommentare zum Markusevangelium, zur Offenbarung des Johannes, zum Römerbrief und zum Galaterbrief verfasst.
Adolf Pohl lebte bis zu seinem Tod in Buckow (Märkische Schweiz). Er war seit 1953 mit Brigitte Pohl, geborene Meie, verheiratet. Aus der Ehe gingen vier Söhne hervor.

## Veröffentlichungen (Auswahl)
- Nehmet auf euch mein Joch. Evangelische Versandbuchhandlung Ekelmann, Berlin 1965.
- Anleitung zum Predigen. Evangelische Versandbuchhandlung Ekelmann, Berlin 1965.
- Warum ist die Bibel Gottes Wort? Evangelische Versandbuchhandlung Ekelmann, Berlin 1967.
- Das Evangelium des Markus. R. Brockhaus, Wuppertal 1986, ISBN 3-417-25022-6.
- Die Offenbarung des Johannes. R. Brockhaus, Wuppertal 1989, ISBN 3-417-25146-X.
- Der Brief des Paulus an die Römer. R. Brockhaus, Wuppertal 1998, ISBN 3-417-25026-9.
- Staunen, daß Gott redet. Die Bibel im Rahmen der Offenbarung Gottes. Oncken, Wuppertal/Kassel 2001, ISBN 3-7893-1238-X.
- Christus ist hier. Einsichten und Aussichten durch die Bibel. Oncken, Kassel 2004, ISBN 3-87939-600-0.
- Die Briefe des Paulus an die Galater und Epheser. R. Brockhaus, Wuppertal 2005, ISBN 3-417-25069-2.